# Graphogaster dispar
Graphogaster dispar là một loài ruồi trong họ Tachinidae.